# Van Dobbelstein
Het geslacht van Dobbelstein, ook wel von Dobbelstein of van Dobbelsteyn genoemd, was een oeradellijk geslacht uit het Land van Valkenburg.
Het geslacht is in 1811 in adellijke lijn uitgestorven met de dood van Charles-Auguste de Dobbelstein in Tavigny.

## Leden van de familie
- Godefrido Dabilstein, in 1270 genoemd als lid van het leenhof van Valkenburg.[1]
- Wikbold Dobbelstein (26 januari 1312 - 21 juli 1400 te Keulen, V: Ditmar, M: Margarethe) Bisschop van Kulm 1363-1385[2]
- Arnold Dobbelstein, stadhouder van het hertogdom Limburg, het graafschap Valkenburg en het graafschap Dalhem
- Margarehta Dobbelsteyn (? - 19 november 1683), was in 1681 priorin van het klooster Sint Gerlach te Houthem. In 1670 en 1672 was zij subpriorin aldaar.

### Titels
Leden van het geslacht van Dobbelstein werden onder meer:
- In 1224 en 1365 vermelding als landadel en bezitters van leengoederen vermeld
- Voor 1471 heer van de rijksheerlijkheid Terblijt
- Lid van de Ridderschap van het Land van Valkenburg
- In 1501 is Arnold Dobbelstein van Doenrade stadhouder van het hertogdom Limburg, het graafschap Valkenburg en het graafschap Dalhem
- Voor 1580 noemde het geslacht zich Freiherr von Dobbelstein

## Bezittingen
De familie bezat onder andere de volgende kastelen en adellijke huizen:
- Etzenrade, Etzenrader Huis (1386-1390)
- Doenrade, Kasteel Doenrade (1321-1501)
- Sittard, Dobbelsteinspoort, refugehuis aan de Plakstraat (14e eeuw- tussen 1632-1648)
- Heerlen, Kasteel Meezenbroek (1590-1650)
- Hergenrath, Kasteel Eyneburg (14..-1786)
- Voerendaal, Kasteel Puth (1565-1650)

## Galerij

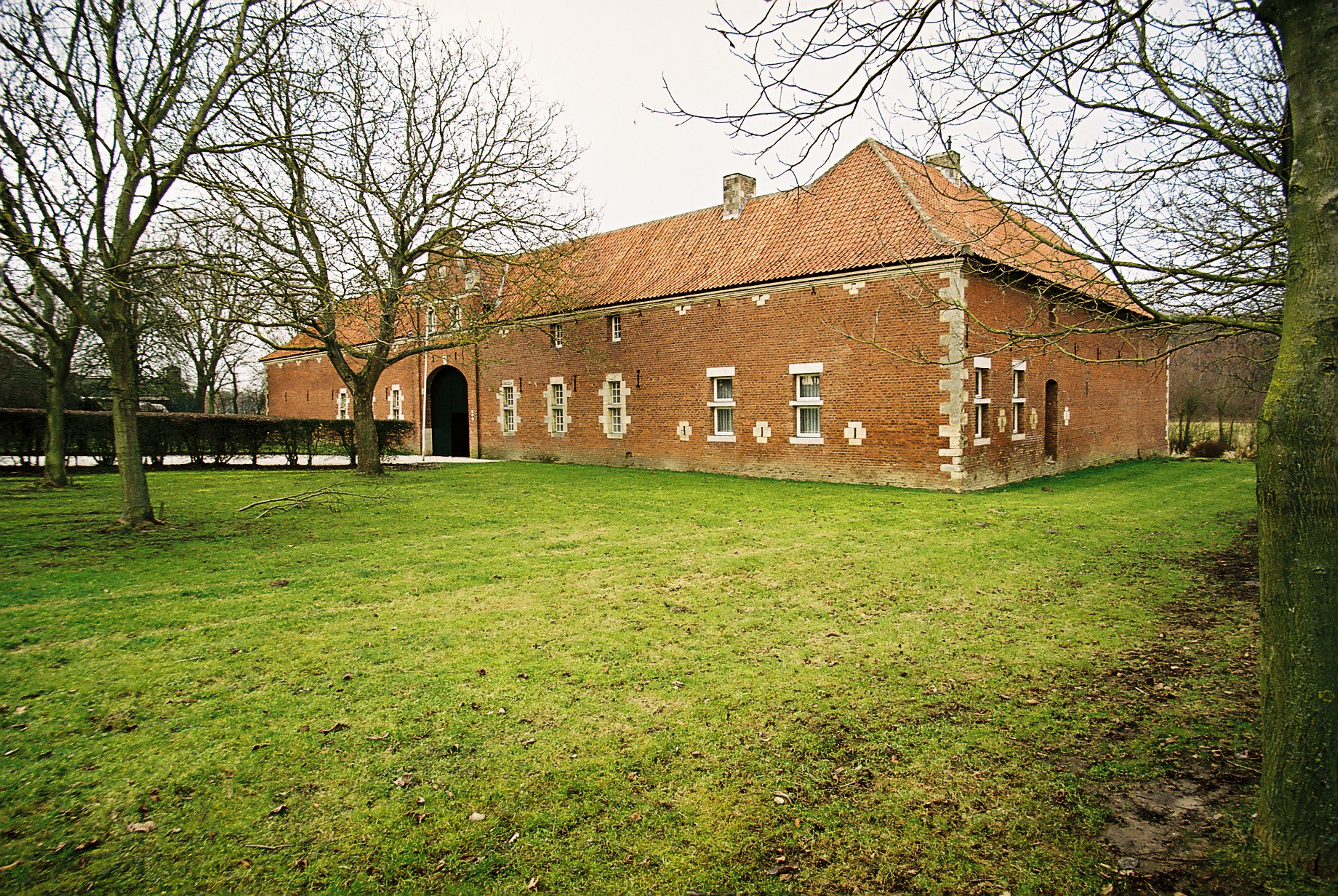
voorhoeve Kasteel Etzenrade, Etzenrade
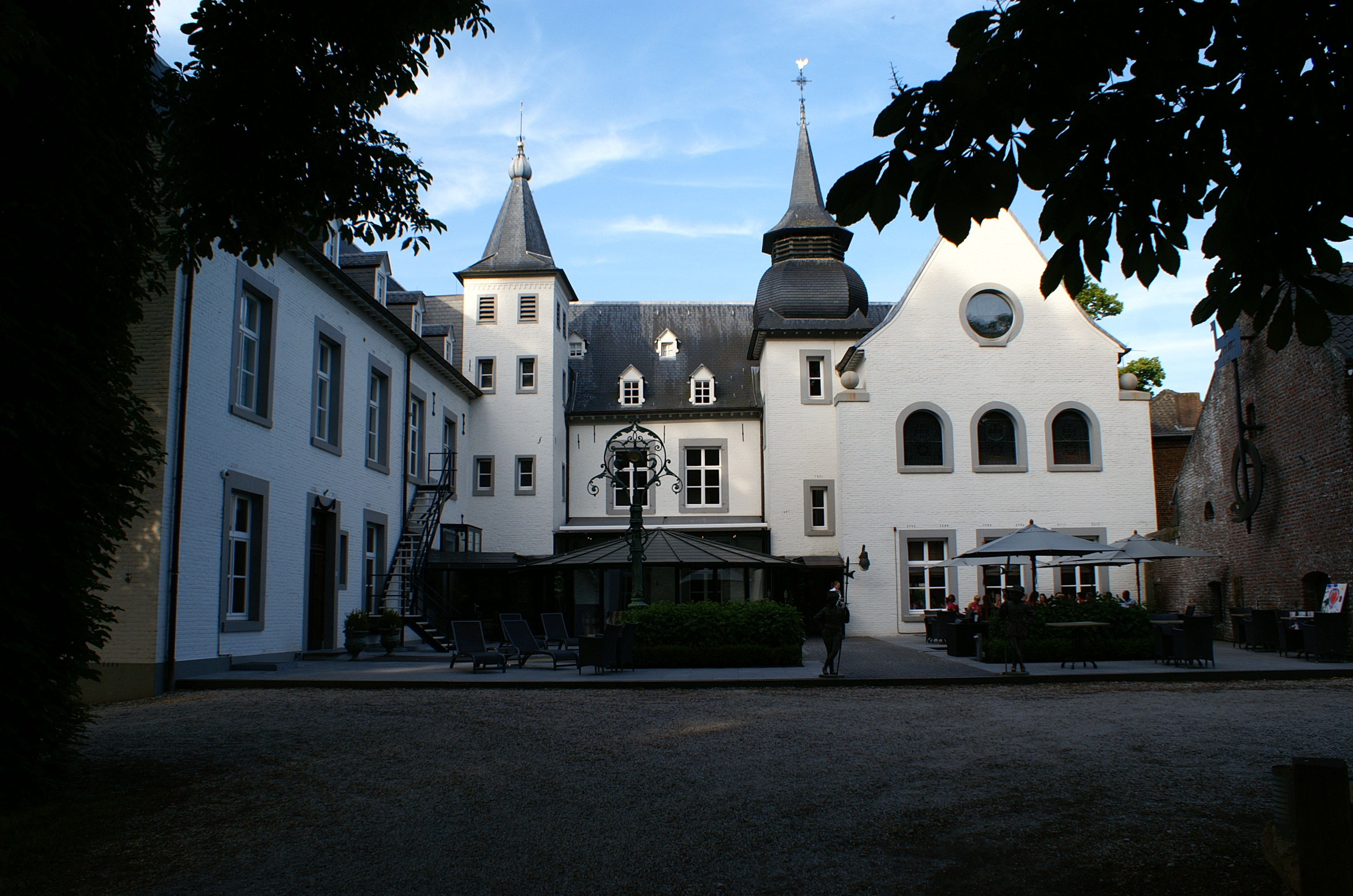
Kasteel Doenrade, Doenrade
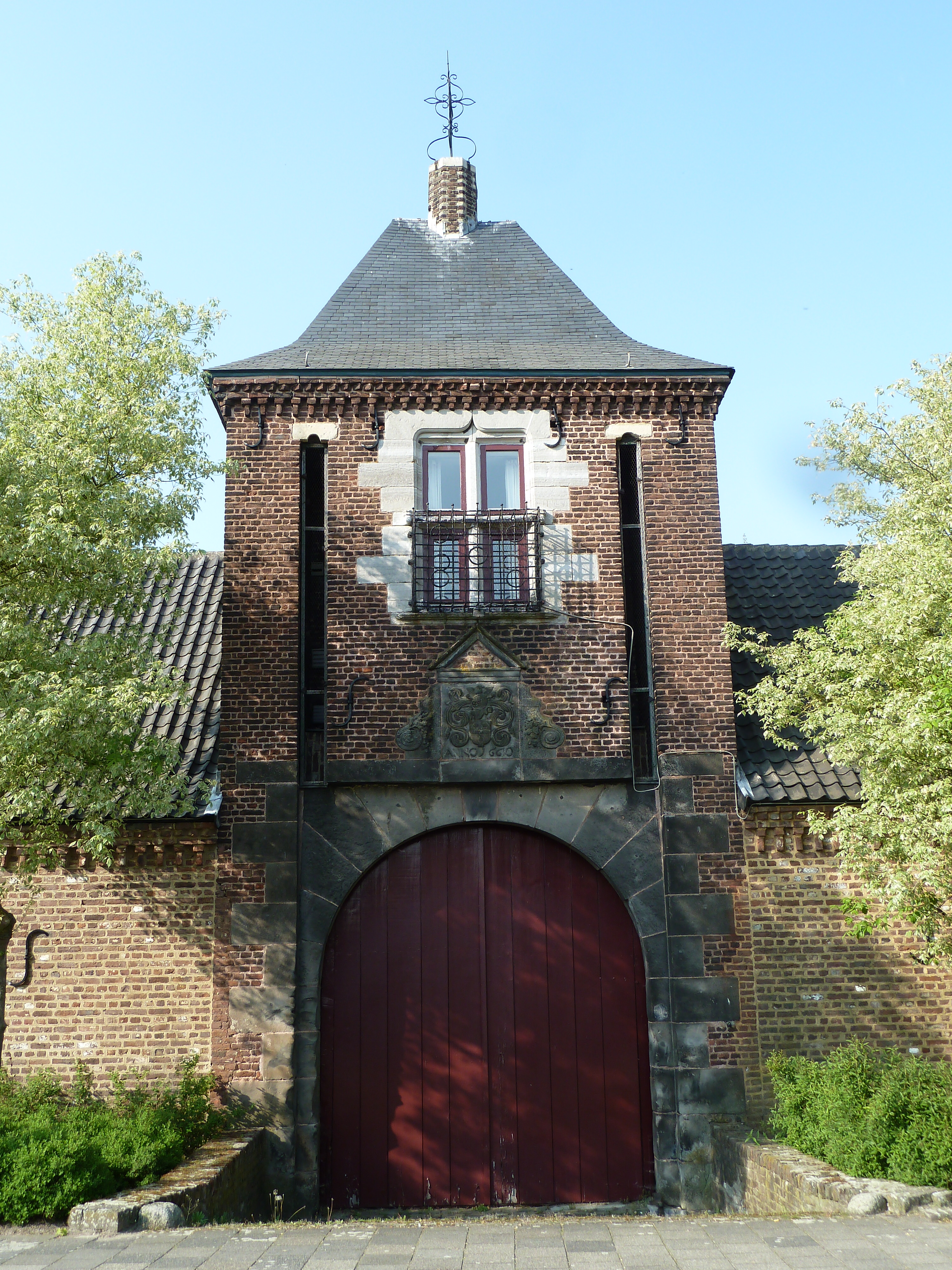
poortgebouw Kasteel Meezenbroek
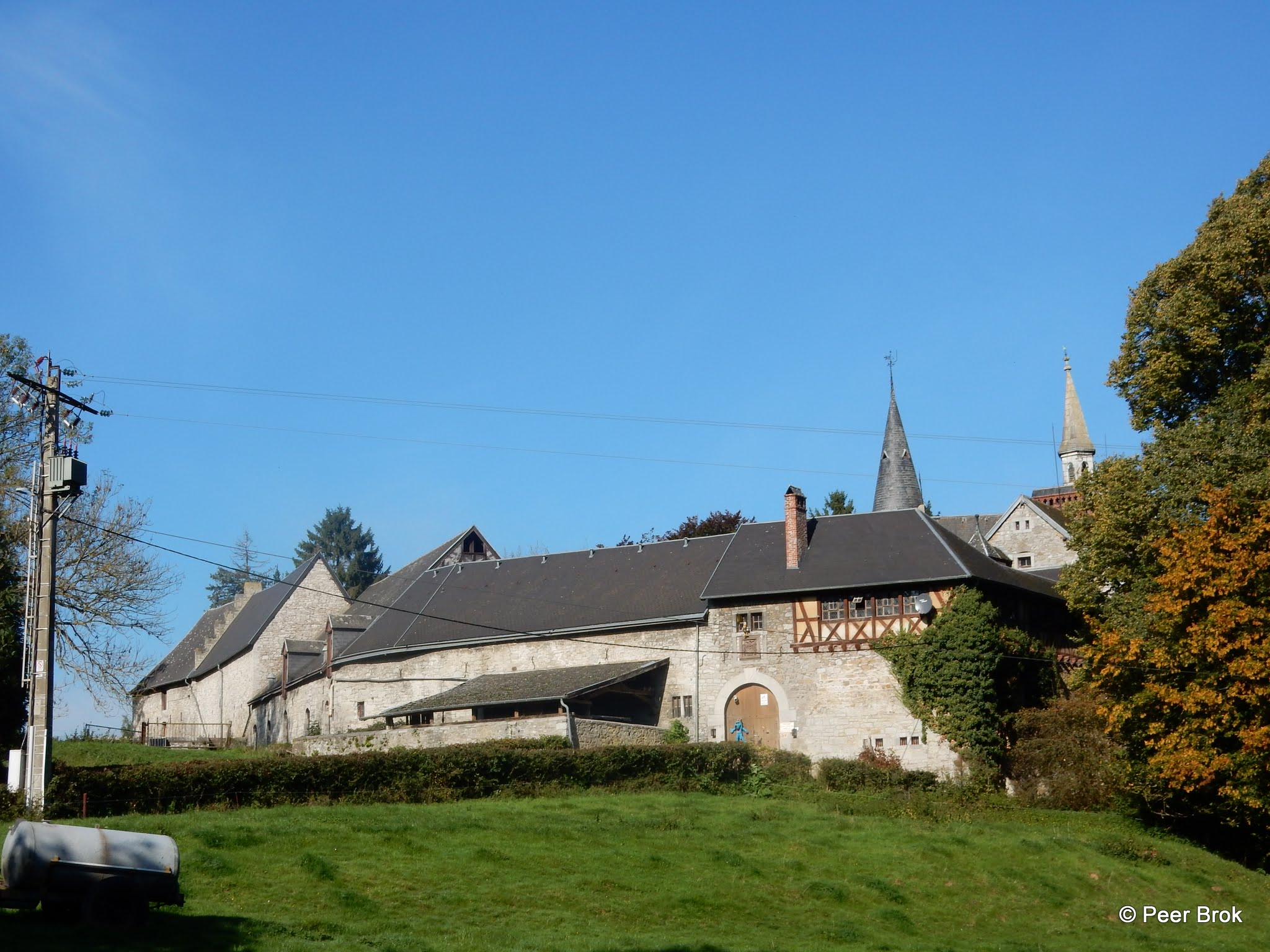
Kasteel Eyneburg, Hergenrath, Kelmis
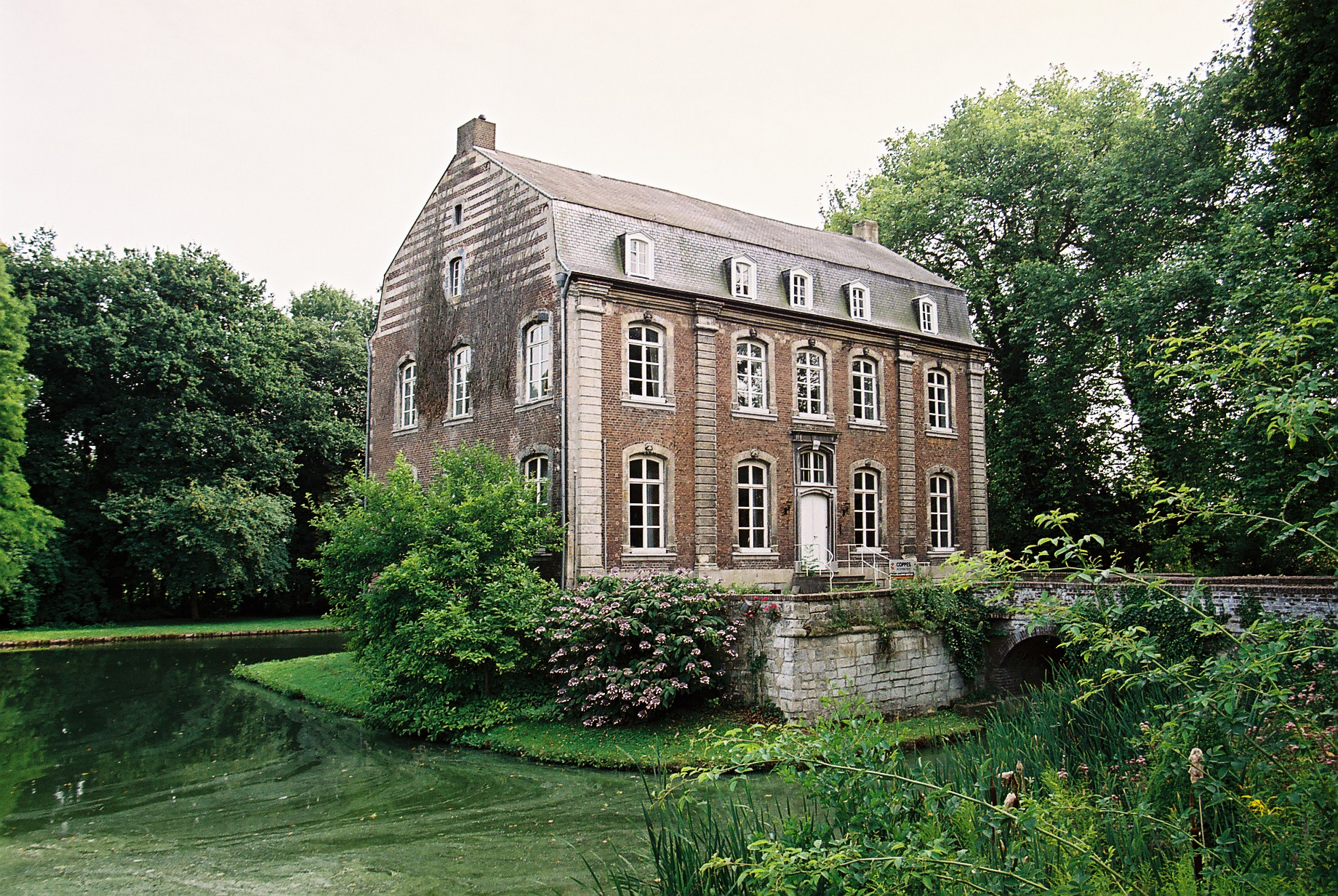
Kasteel Puth, Voerendaal
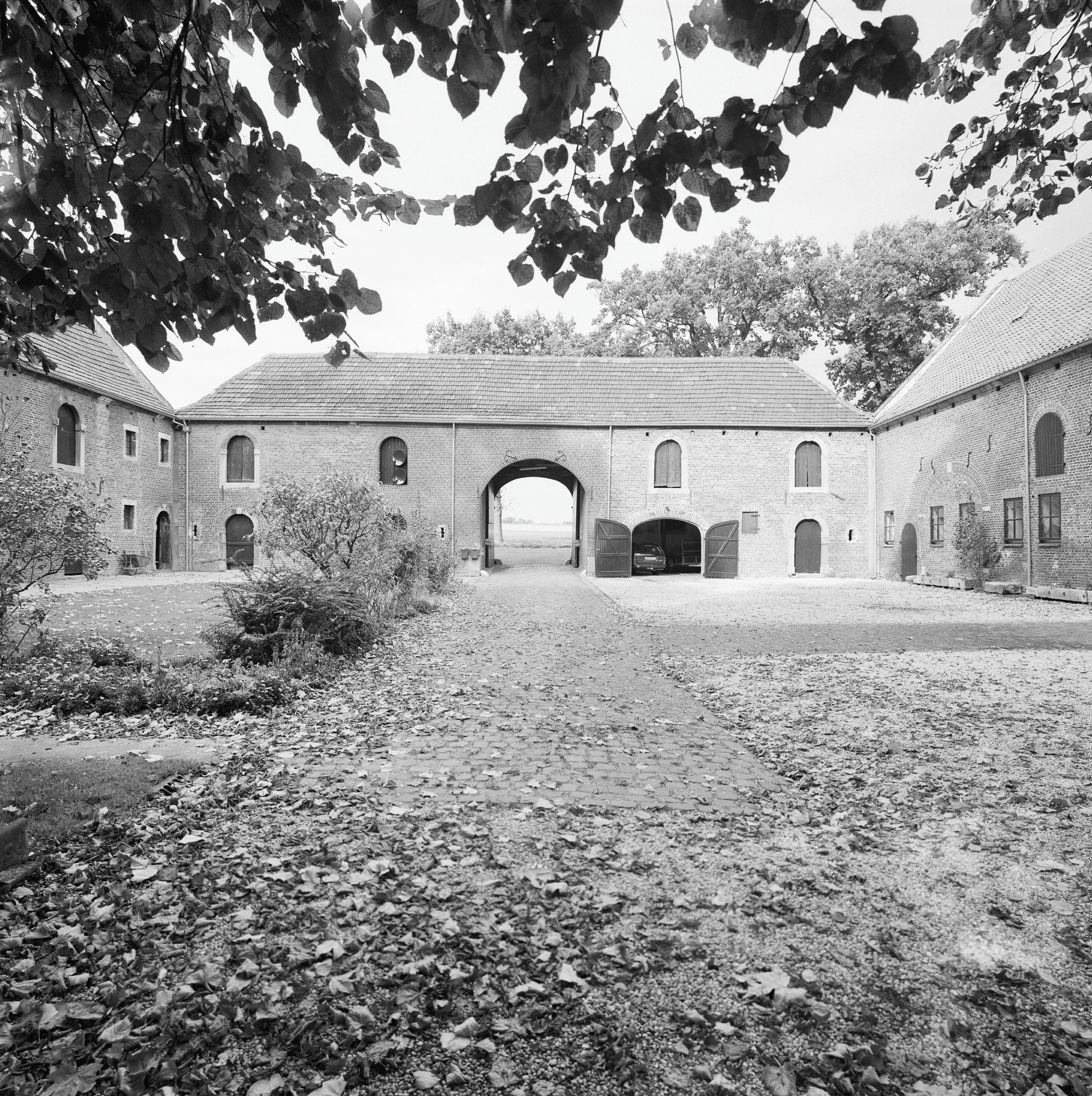
voorhoeve Kasteel Puth

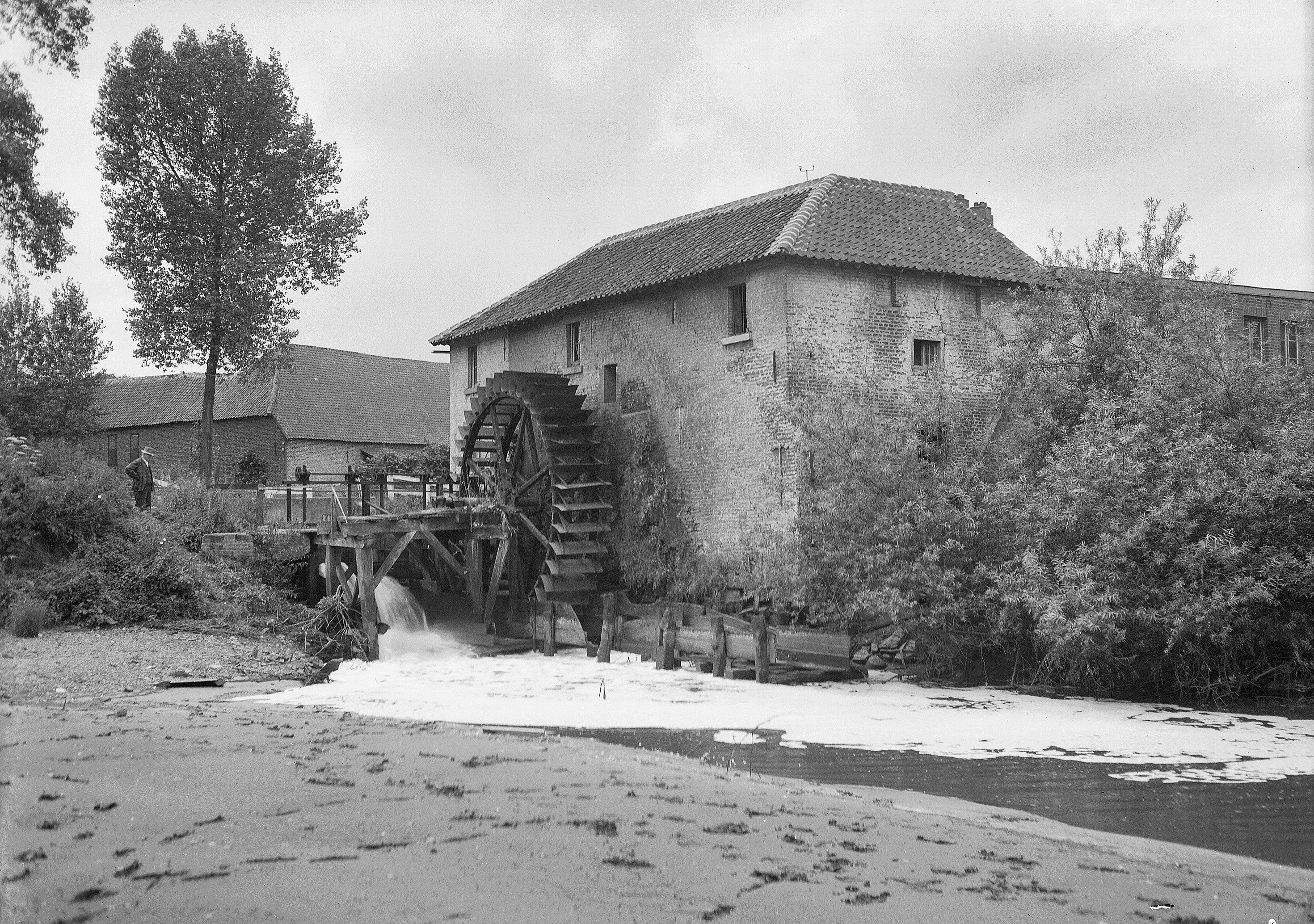
Ophovenermolen, Sittard
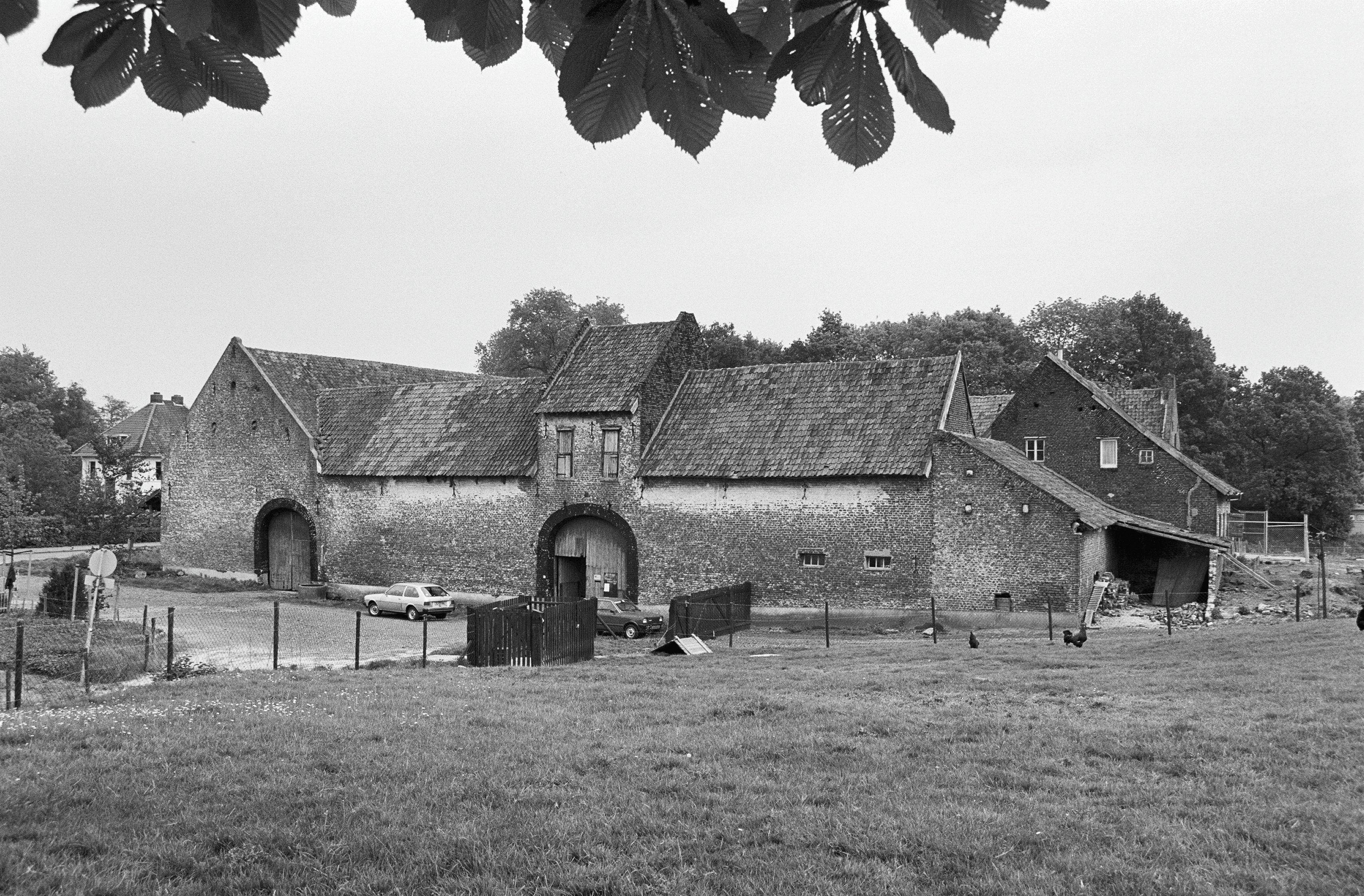
Ophovenerhof, Sittard
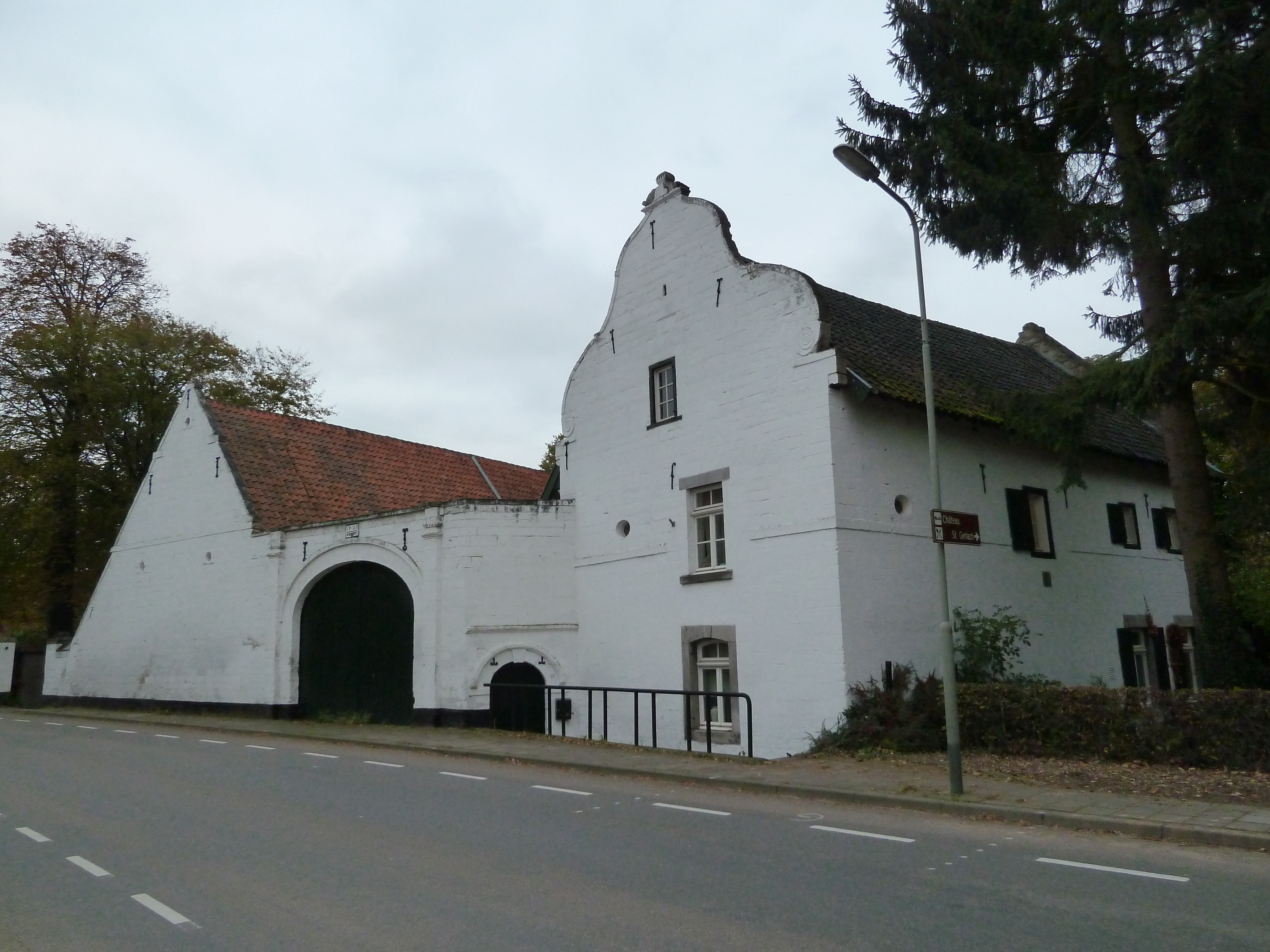
Boerderij Dobbelstein, Houthem-St. Gerlach
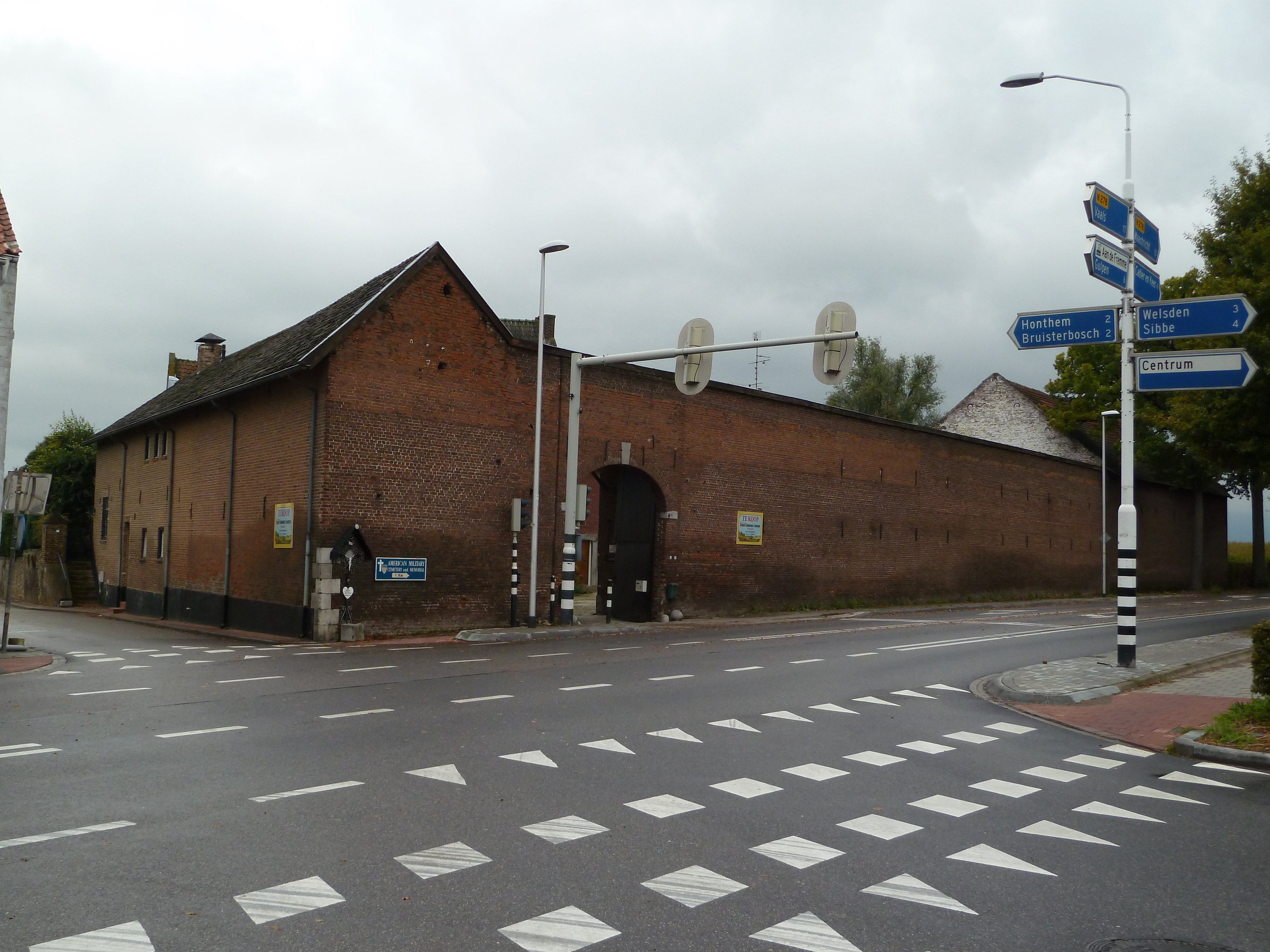
Hoeve Dobbelsteyn, Margraten